# Парпинг
Парпинг — посёлок в долине Катманду в Непале, важное место буддийского паломничества, связанное в первую очередь с деятельностью буддийского мастера Падмасамбхавы, основателя традиции Ньингма. 

## География
Парпинг расположен к югу от Катманду.

## История

### Буддизм
В Парпинге и окрестностях расположены десятки буддийских монастырей, ступ и святых мест, там же сосредоточены поселения тибетцев. В общем комплексе имеются также индуистские храмы и кумирни, поэтому Парпинг имеет значение для жителей всего Непала.
На самом въезде в Парпинг, у подножья горы расположена группа прудов Шеш Нараян, соединённых между собой протоками. Вода в них кристально чиста и позволяет наблюдать стаи рыб, обитающих в священной воде. Отсюда начинается лестница к небольшому храму, который является одним из четырёх основных храмов Вишну долины Катманду. Рядом расположены буддистские ступы, к которым примыкает небольшой буддийский монастырь. Это место очень известно благодаря Чатралу Ринпоче, одному из сильнейших мастеров традиции ньингма, живущему здесь в уединении со своими монахами. Пещера в составе комплекса считается местом, где Падмасамбхава
Неподалёку находится храм Ваджра Йогини, одной из защитниц буддизма, с позолоченной крышей, построенный в семнадцатом веке в неварском стиле.
Вверху с задней стороны холма расположено несколько буддистских монастырей на месте, где Падмасамбхава достиг высокой духовной реализации.
Неподалёку расположена небольшая капелла, куда всегда приходит множество людей. В ней можно увидеть самопроявляющийся образ Тары, одного из женских аспектов сострадания, принятого в буддизме. С каждым годом образ Тары без посторонней помощи становится всё более и более явным на поверхности скалы. Изображение, которое у буддистов ассоциируется с Тарой, индуисты считают богиней Сарасвати, посему паломников здесь всегда достаточно, как буддистских, так и индуистских.
Сверху над посёлком находится главная святыня Парпинга — пещера Асура, и об этом возвещают многочисленные разноцветные молитвенные флажки, развешенные на деревьях. Именно здесь Падмасамбхава некогда провёл длительное время, занимаясь тантрическими практиками и пребывая в медитации. Судя по необычайной важности этого места, великий Мастер достиг здесь очень высокого уровня духовного развития. Поэтому многие последующие практикующие приходили сюда медитировать, зная о том, что пещера Асура обладает огромной силой благословения. Неподалёку от пещеры расположен ритритный центр, построенный Тулку Ургьеном Ринпоче. Этот небольшой монастырь, предоставляющий необходимые условия для пребывающих в длительном уединении, является частью проекта Ка-Ньинг Шедруб Линг, основанного Тулку Ургьеном Ринпоче и Чоки Ньимой Ринпоче.